# Saint-Prix, Ardèche

Saint-Prix este o comună în departamentul Ardèche din sud-estul Franței. În 1 ianuarie 2022 avea o populație de 273 de locuitori.